# Ayaka Iida
Ayaka Iida (飯田 絢香, Iida Ayaka, Moriguchi, cidade de Osaka, 18 de dezembro de 1987) é uma cantora e compositora japonesa contratada pela A stAtion (anteriormente pela Warner Music Japan.).

## Carreira
Em 2005 a rede de televisão NHK utilizou a canção Mikazuki como tema de abertura do programa Tsunagaru Terebi @ Human.
O álbum de compilação Ayaka's History 2006–2009 lançado em 23 de setembro de 2009 ficou em primeiro lugar na parada semanal da Oricon de vendagens, obtendo 350.000 vendas somente na primeira semana de vendas.

## Vida pessoal
Possui grande admiração por Sheryl Crow e Miwa Yoshida; Grupos preferidos eram The Beatles, Dreams Come True, Ken Hirai e Mr. Children.[carece de fontes?]
Por ter nascido no mesmo dia da patinadora artística Miki Ando ficaram amigas íntimas.[carece de fontes?] Em 22 de fevereiro de 2009 ela se casou com o ator japonês Hiro Mizushima.

## Prêmios
- Prêmio de artista mais pedida (39th Yusen Taisho 2006, 12.16)
- Melhor artista novata (48th Japan Record Awards 2006, 12.30)
- Prêmio de melhor artista novata (48th Japan Record Awards 2006, 12.30)
- Prêmio artista de ouro (49th Japan Record Awards 2007, 12.30)
- Prêmio artista de ouro (2008 Best Hit Kayousai)
- Prêmio de melhor artista (Japan NTV Awards 2008, 12.16)

## Discografia

### Singles
- 1 de fevereiro de 2006 - I believe
- 10 de maio de 2006 - melody ~SOUNDS REAL~
- 19 de julho de 2006 - Real voice
- 27 de setembro de 2006 - Mikazuki (三日月; Lua crescente)
- 28 de fevereiro de 2007 - WINDING ROAD (ayaka x Kobukuro)
- 4 de julho de 2007 - Jewelry day
- 5 de setembro de 2007 - CLAP & LOVE / Why
- 14 de novembro de 2007 - For Today (single digital)
- 5 de março de 2008 - Te wo Tsunagou
- 14 de maio de 2008 - Okaeri
- 24 de setembro de 2008 - Anata to... (ayaka x Kobukuro)
- 22 de abril de 2009 - Yume wo Mikata ni / Koi Kogarete Mita Yume
- 8 de julho de 2009 - Minna Sora no Shita
- 22 de abril de 2009 - Yume wo mikata ni/Koi kogarete mita yume
- 8 de julho de 2009 - Minna sora no shita
- 20 de fevereiro de 2013 - beautiful / Chiisana Ashiato
- 19 de fevereiro de 2014 - number one
- 18 de junho de 2014 - Nijiiro[7]

### Álbuns
- 1 de novembro de 2006 - First Message
- 25 de junho de 2008 - Sing To The Sky
- 24 de setembro de 2008 - Anata to (ayakaxKobukuro)
- 23 de setembro de 2009 - Ayaka's History 2006–2009 (Coletânea)
- 1 de fevereiro de 2012 - The beginning
- 26 de setembro de 2012 - ayaka's BEST -Ballad Collection- (Coletânea)
- 4 de setembro de 2013 - Yu-on Club~1st grade~ (遊音倶楽部〜1st grade~)
- 15 de abril de 2015 - Rainbow Road

### DVD
- 4 de abril de 2007 - ayaka Live Tour "First Message"
- 16 de janeiro de 2008 - Bank Band - ap bank fes '07
- 25 de junho de 2008 - Sing to the Sky (LIVE)
- 25 de junho de 2008 - Sing to the Sky (MUSIC VIDEO)
- 13 de janeiro de 2010 - MTV Unplugged ayaka

## Blu-ray
- 20 de janeiro de 2010 - MTV Unplugged ayaka